# حركة الفرائضية
حركة الفرائضية هي حركة إسلامية تأسّست سنة 1819 شرق البنغال على يد حاجي شريعت الله. اضطلعت الحركة بدور مهم في صحوة المسلمين في الهند، وقد عاش مؤسس هذه الحركة مدة طويلة في الحجاز، ووضع حجر الأساس لهذه الحركة بتأثير من الوهابية.
جعلت الحركة شعارها إحياء الفرائض الدينية وعلى رأسها التوحيد، وكان أعضاؤها من أتباع المذهب الحنفي. دعت الحركة إلى نُصرة الفلاّحين ضد استغلال المالكين، وتعتبر أقوى الحركات التي واجهت الإنجليز في شبه قارة الهند.

## تاريخ
تأسست الحركة بعدما استقرت شركة الهند الشرقية سنة 1793 بصورة دائمة في الهند، وأصبحت تتعامل مع الهندوس، فكان أغلب مُلاك الأرض من الهندوس المتعاونين مع الإنجليز. الأمر الذي دفع المسلمين إلى إطلاق حركة ثورية ضد السّيخ والإنجليز معا.
كان هدف الحركة هو تشجيع المسلمين علي أداء واجباتهم نحو الدين ومنعهم من العادات الدخيلة مثل تعظيم القبور وتقديم القرابين إليها، ويُقال إن حاجي شريعة الله تأثر بحركة محمد بن عبد الوهاب أيام تواجده في الحرمين الشريفين.
وعن علاقة الحركة بالوهابية، يقول عباس محمود العقاد في كتابه «الإسلام في القرن العشرين»: «سرعان ما ظهرت دعوة ابن عبد الوهاب بجزيرة العرب حتى تردد صداها في البنغال سنة 1804 م، واتبعها طائفة الفرائضية بنصوصها الحرفية، فاعتبرت الهند دار حرب إلى أن تدين بحكم الشريعة، ثم تردد صدى الدعوة الوهابية بعد ذلك بزعامة السيد أحمد الباريلي في البنجاب، وأوجب على أتباعه حمل السلاح لمحاربة السيخين وتقدمهم في القتال حتى الموت.»
ومن صُور منهاضة الإنجليز، اعتبار حاجي شريعة الله المناطق التي تحت سلطة الإنجليز دار حرب، ولم يُجز إقامة صلاة الجمعة في هذه المناطق المحتلة من قبل الكفار، وعدّ دفع الضرائب إعانة للمشركين.
تابع عمل هذه الحركة ابن شريعة الله عند موته واسمه «دودو ميان»، الذي أعطى الحركة طابعها التنظيمي الذي كانت تفتقده، حيث قام بجمع الفلاحين والحرفيين المسلمين في مجموعات ودعاهم لمقاومة مُلاّك الأراضي الكبار إلى جانب المستعمرين البريطانيين، عن طريق الإضرابات والتظاهرات والهجرة وعدم إقامة الصلوات العامة كالجمعة والعيدين ما دامت السلطة في البلاد ليست بيد المسلمين. وردا على ذلك، حاول الملاك والمزارعون احتواء دودو ميان من خلال رفع دعاوى كاذبة ضده. لكن رغم ذلك، أصبح يتمتع بشعبية كبيرة عند الفلاحين. ثم تلاشت الحركة بعد ذلك بعد موت دود ميان سنة 1860.
ساهمت هذه الحركة في المناهضة والكفاح ضد المحتل الإنجليزي، كما أكسبت المجتمع الهندي هوية مستقلة.

## الأفكار والمعتقدات
التزم المُوالون للحركة بالمذهب الحنفي، مع بعض الاختلافات في الممارسة:
- التوبة، أي ترك المعصية والندم على فعلها والعزم على عدم العودة إليها.
- الالتزام بالفرائض الإسلامية.
- التوحيد.
- اعتبار الهند دار الحرب، ومن ثمة عدم جواز إقامة صلاة الجمعة وصلاة العيدين (عيد الأضحى وعيد الفطر) فيها.
- شجب جميع الطقوس والاحتفالات الثقافية، التي لا صلة لها بالقرآن والسنة، واعتبارها بدعة.[7]

## روابط خارجية
- حركة الفرائضية 1830–57 على موقع Storyofpakistan.com